# Кавальери, Джакомо
Джакомо Кавальери (итал. Giacomo Cavalieri; 1565, Рим, Папская область — 28 января 1629, Тиволи, Папская область) — итальянский куриальный кардинал. Датарий Его Святейшества с 15 сентября 1623 по 28 января 1629. Кардинал-священник с 28 января 1626, с титулом церкви Сант-Эузебио с 9 февраля 1626 по 28 января 1629.